# Понка (племя)

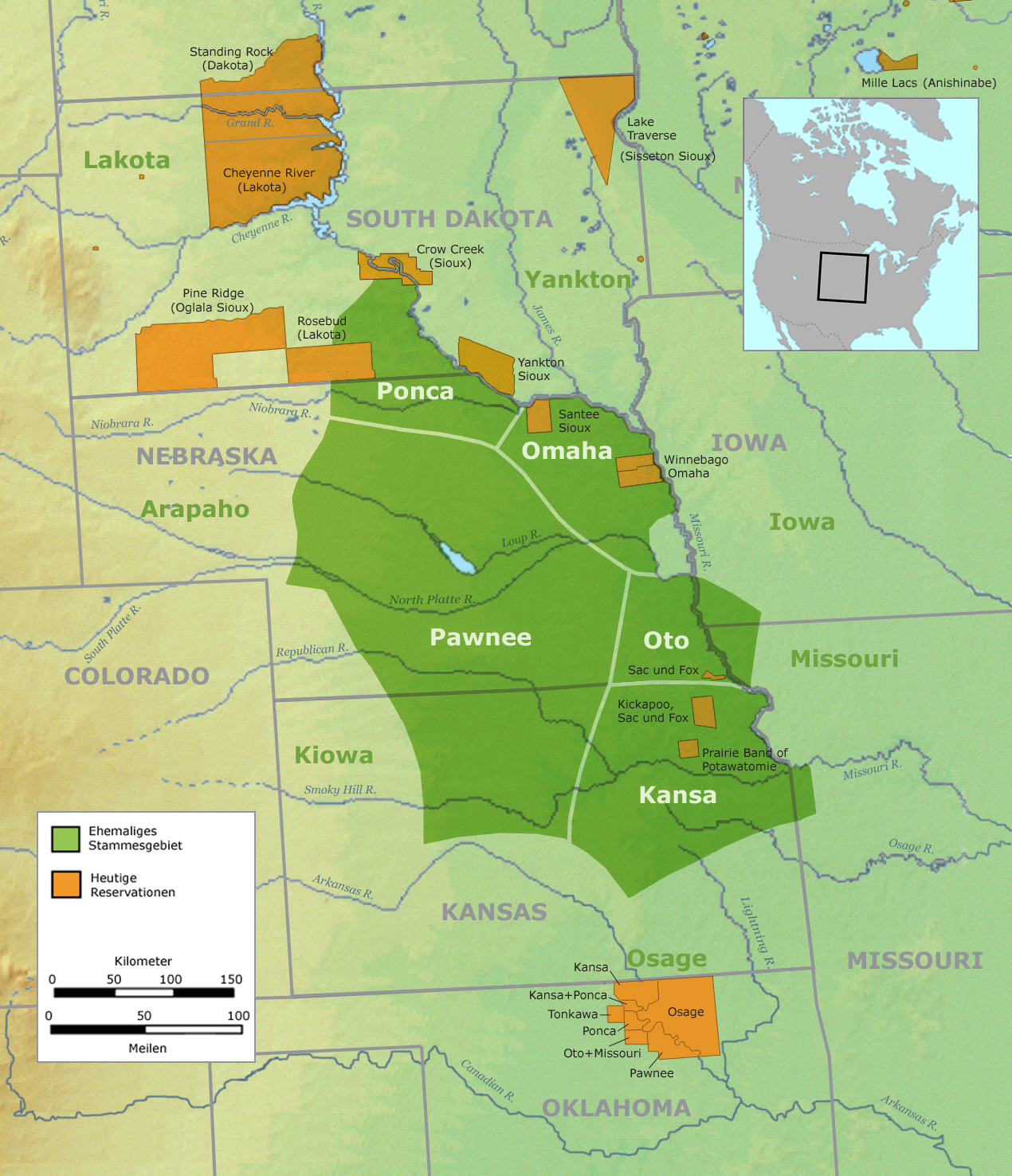
Область расселения понка в первой половине XIX века

Понка, Ponca (самоназвание: Pa?ka iye, ?p?a?k?a) — индейский народ, состоящий из двух признанных на федеральном уровне племён: Племя Понка штата Небраска и Индейское племя Понка штата Оклахома.

## Ранняя история

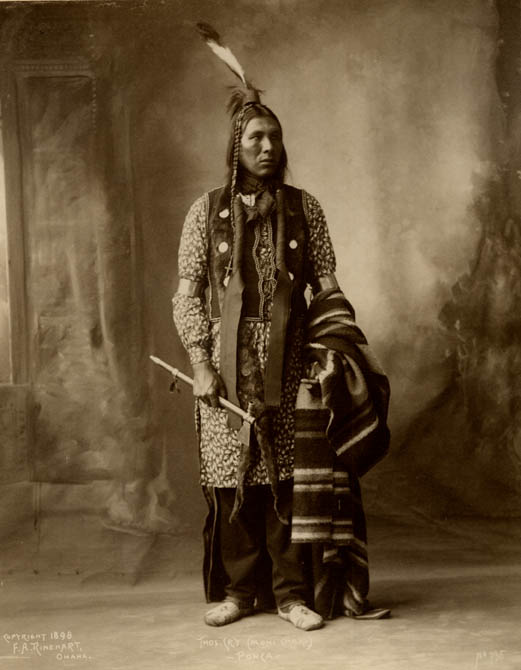
Томас Край (Moni Chaki), племя понка, Небраска, 1898

Во время первого контакта с европейцами понка обитали близ устья реки Ниобрара на севере штата Небраска. Согласно одной версии преданий, племя переселилось на эти земли с территории к востоку от реки Миссисипи незадолго до прибытия Колумба в Америку. По другой версии, переселение произошло во второй половине XVII века, и таким образом исход группы родственных племен дегиха-сиу из долины реки Огайо может рассматриваться в качестве следствия Бобровых войн. Понка отмечены на карте 1701 г., которую составил Пьер-Шарль Ле Сюёр (en:Pierre-Charles Le Sueur), как обитающие на реке Миссури. В 1789 г. торговец мехом Жуан Батист Мунье (en:Juan Baptiste Munier) получил исключительную лицензию на торговлю с понка в устье Ниобрары, основал факторию в месте впадения Ниобрары в Миссури, и отметил, что численность племени в то время составляла 800 человек. Вскоре после этого численность племени сильно уменьшилась из-за эпидемии оспы, и в 1804 г., когда их земли посетила экспедиция Льюиса и Кларка, составляла всего 200 человек. К концу XIX века их число возросло до 700. В отличие от большинства индейцев Великих равнин, понка занимались земледелием, выращивали кукурузу, держали огороды из овощей.
Племя понка подписало мирный договор с США в 1817 году. Во втором договоре в 1825 г. были урегулированы торговые вопросы, была предпринята попытка свести к минимуму межплеменные столкновения на Северных равнинах. Последняя удачная охота на бизона была проведена индейцами понка в 1855 году.
В 1858 г. племя понка было вынуждено подписать новый договор, согласно которому они уступали часть своих земель в обмен на «защиту» и постоянное место жительства в Ниобраре. В 1868 г. земли понка по ошибке были включены в Большую резервацию сиу, после чего понка неоднократно подвергались набегам сиу, рассматривавшим их землю как свою собственность.

## Принудительное переселение
Когда в 1876 году Конгресс США принял решение переселить некоторые северные племена на Индейскую территорию (ныне Оклахома), в список было включено и племя понка. Обследовав земли, которое предложило правительство США для новой резервации, вожди племени признали их непригодными для земледелия и отказались от переселения. Поэтому, когда в начале 1877 г. представители правительства прибыли к понка, чтобы организовать их переезд на новое место, вожди отказались, сославшись на прежний договор. Также отказалась от переезда и большая часть племени, поэтому их переселили принудительно. На новом месте племя понка страдало от малярии, нехватки питания и жаркого климата, и в первый год умер каждый четвёртый.

## Процесс Стоящего Медведя
Вождь Стоящий Медведь был среди тех, кто наиболее активно протестовал против принудительного переселения. Когда умирал его старший сын, Щит Медведя, Стоящий Медведь пообещал похоронить его на землях предков. Чтобы выполнить обещание, Стоящий Медведь покинул резервацию в Оклахоме и отправился в родные земли племени понка. Вскоре он был арестован за то, что сделал это без правительственного разрешения. Это привело к суду, на котором 12 мая 1879 г. судья Элмер Данди постановил, что «индеец является человеком» в смысле habeas corpus, и что правительство не представило достаточных оснований для ограничения перемещения индейцев понка определённой территорией.. Таким образом, впервые в американском законодательстве было установлено, что индейцы являются «людьми в смысле закона», и что вследствие этого они обладают определёнными правами.

## Разное
В 1918 г. двое индейцев из племени понка в Оклахоме, Фрэнк Игл и Луис Макдональд, участвовали в основании Церкви коренных американцев.